# Bottino di guerra (storia romana)

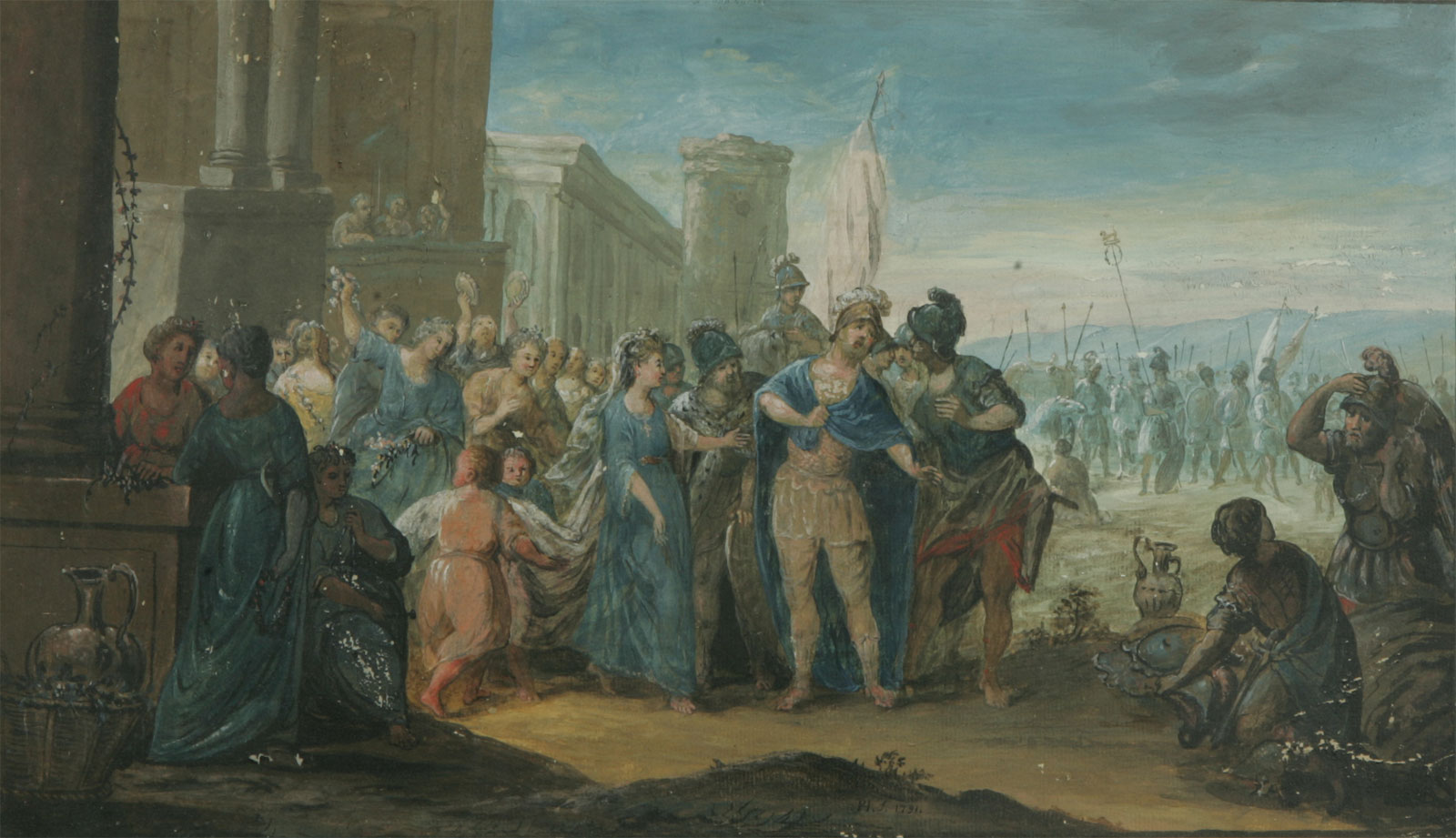
Rappresentazione di alcuni soldati romani di fronte al bottino raccolto (guazzo di Pehr Hörberg del 1791)

Il bottino di guerra nella storia romana indicava la preda ottenuta dal saccheggio di una città nemica.

## Descrizione
Lo storico greco Polibio racconta che esisteva una regolamentazione particolare dopo aver conquistato una città. A seconda della grandezza della città, i Romani destinavano alla raccolta del bottino, in alcuni casi alcuni uomini presi da ciascun manipolo, a volte invece interi manipoli. Non impiegano mai però per questa operazione più della metà delle loro truppe. Gli altri vengono disposti a controllare i punti chiave della città, sia internamente sia esternamente, sempre pronti ad intervenire in qualunque momento.
Vi è da aggiungere che in epoca repubblicana, visto che gli eserciti consolari erano normalmente costituiti da due legioni e due alae di truppe alleate, tutti quelli che erano preposti a quest'azione di saccheggio, normalmente portavano la quota di bottino fatto alla propria legione.
I tribuni, una volta che l'intero bottino era stato venduto, distribuiscono il guadagno in parti uguali a tutti, compresi quelli che erano rimasti al proprio posto a svolgere una funzione di copertura, oltre a quelli posti a guardia degli accampamenti, i malati e anche quelli che erano stati inviati in qualche luogo a svolgere un qualche incarico speciale ma facenti parte di quel particolare esercito consolare. Tutto ciò perché nessuno può appropriarsi di parte del bottino senza essere stato autorizzato dal proprio tribuno. Tutti, infatti, devono prestar fede al giuramento fatto al momento di entrare nell'esercito, quando le reclute vengono riunite per la prima volta nell'accampamento, in preparazione della prima loro campagne militare.
(Polibio, X, 17.5.)
Non è un caso che nessuno nutrisse diffidenza nei confronti dei compagni d'arme; al contrario tutti sapevano, sia quelli che restavano in copertura sia quelli che andavano a saccheggiare la città, che a tutti sarebbe stata distribuita la propria parte, senza che nessuno avesse mai ritenuto opportuno di abbandonare la propria postazione per recuperare la propria quota di bottino, cosa che avrebbe generato un danno irreparabile in un esercito.

## Esempi significativi
Si racconta che Gaio Giulio Cesare, non solo non tolse nel corso della conquista della Gallia ai suoi soldati la possibilità di far bottino, ma al misero e semplice legionario, che doveva aver ben chiaro l'obiettivo finale della campagna e le sue azioni non dovevano condizionare i piani operativi del comandante, nel 51-50 a.C. raddoppiò la paga passandola da 5 a 10 assi al giorno (pari a 225 denarii annui), tanto che la paga del legionario rimase invariata fino al periodo dell'imperatore Domiziano (81-96).
Si narra che la conquista della Dacia fruttò all'imperatore Traiano un enorme bottino, stimato in cinque milioni di libbre d'oro (pari a 163,6 t) e nel doppio d'argento, ed una straordinaria quantità di altro bottino, oltre a mezzo milione di prigionieri di guerra con le loro armi. Si trattava del favoloso tesoro di Decebalo, che lo stesso re avrebbe nascosto nell'alveo di un piccolo fiume (il Sargetia) nei pressi della sua capitale, Sarmizegetusa Regia. Allo stesso imperatore venne tributato un grandioso trionfo, con spettacoli gladiatorii, corse dei carri nel Circo Massimo, un nuovo foro e la costruzione della famosa colonna, alta trenta metri, nel cui fregio a spirale lungo duecento metri furono scolpite le imprese militari di Traiano e dei suoi generali. Un'opera di rara bellezza ed originalità dove, sotto la guida del grande architetto Apollodoro di Damasco, fino al giorno dell'inaugurazione (avvenuta il 12 maggio del 113), numerosi scultori lavorarono a 155 scene e 2500 figure. Qualcuno ha pensato che questi numeri strabilianti fossero frutto di un errore di trascrizione e che la cifra reale dovesse essere divisa per dieci ma, anche se così fosse, il risultato rimarrebbe di eccezionale pregio. In effetti Traiano sembra abbia ricevuto da questo immenso bottino circa 2.700 milioni di sesterzi, cifra nettamente più elevata dell'intera somma sborsata da Augusto e documentata nelle sue Res gestae divi Augusti. Oltre a ciò, la conquista contribuì ad un aumento permanente delle entrate nelle casse dello Stato grazie alle miniere della Dacia occidentale che furono riaperte sotto la sorveglianza dei funzionari imperiali.